# Josef Strobl
Josef Strobl (ur. 3 marca 1974 w Holzgau) – austriacki narciarz alpejski, od 2004 roku reprezentujący Słowenię.

## Kariera
Po raz pierwszy na arenie międzynarodowej pojawił się w 1992 roku, startując na mistrzostwach świata juniorów w Mariborze. Zdobył tam srebrne medale w zjeździe i supergigancie. Podczas rozgrywanych rok później mistrzostw świata juniorów w Montecampione zwyciężył w gigancie, był drugi w zjeździe i trzeci w supergigancie i kombinacji.
W zawodach Pucharu Świata zadebiutował 27 marca 1993 roku w Åre, gdzie zajął 17. miejsce w gigancie. Tym samym zdobył pierwsze pucharowe punkty. Na podium zawodów tego cyklu pierwszy raz stanął 16 grudnia 1994 roku w Val d’Isère, wygrywając rywalizację w zjeździe. W zawodach tych wyprzedził Francuza Luca Alphanda i swego rodaka, Günthera Madera. Łącznie 21 razy stawał na podium, odnosząc przy tym siedem zwycięstw: 16 grudnia 1994 roku w Val d’Isère, 13 marca 1998 roku w Crans-Montana i 15 stycznia 2000 roku w Wengen wygrywał zjazdy, 2 marca 1997 roku w Kvitfjell i 12 lutego 2000 roku w St. Anton wygrywał supergiganty, 25 listopada 1996 roku w Park City zwyciężył w gigancie, a 24 października 1997 roku był najlepszy w slalomie równoległym.
W sezonie 1996/1997 zajął trzecie miejsce w klasyfikacji generalnej i drugie w klasyfikacji supergiganta. W sezonie 1999/2000 ponownie był trzeci w klasyfikacji generalnej, zajmując też trzecie miejsce w klasyfikacji zjazdu. Ponadto w sezonie 2000/2001 był trzeci w klasyfikacji supergiganta.
Wystartował na mistrzostwach świata w Sestriere w 1997 roku, gdzie zajął piąte miejsce w supergigancie, a rywalizacji w zjeździe nie ukończył. Brał również udział w mistrzostwach świata w St. Anton w 2001 roku, zajmując siódme miejsce w supergigancie. Nigdy nie wystąpił na igrzyskach olimpijskich.

## Osiągnięcia

### Mistrzostwa świata
| Miejsce | Dzień       | Rok  | Miejscowość | Konkurencja | Czas biegu | Strata | Zwycięzca     |
| ------- | ----------- | ---- | ----------- | ----------- | ---------- | ------ | ------------- |
| 5.      | 3 lutego    | 1997 | Sestriere   | Supergigant | 1:29,68    | +0,51  | Atle Skårdal  |
| DNF     | 8 lutego    | 1997 | Sestriere   | Zjazd       | 1:51,11    | -      | Bruno Kernen  |
| 7.      | 30 stycznia | 2001 | St. Anton   | Supergigant | 1:21,46    | +1,02  | Daron Rahlves |

### Mistrzostwa świata juniorów
| Miejsce | Dzień     | Rok  | Miejscowość   | Konkurencja | Czas biegu | Strata | Zwycięzca          |
| ------- | --------- | ---- | ------------- | ----------- | ---------- | ------ | ------------------ |
| 2.      | 25 lutego | 1992 | Maribor       | Zjazd       | 1:19,48    | +0,05  | Michael Makar      |
| 2.      | 26 lutego | 1992 | Maribor       | Supergigant | 1:08,11    | +0,66  | Tobias Hellman     |
| 10.     | 28 lutego | 1992 | Maribor       | Gigant      | 2:04,26    | +2,16  | Michel Stuffer     |
| 32.     | 1 marca   | 1992 | Maribor       | Slalom      | 1:13:55    | +8,24  | Tobias Hellman     |
| 3.      | 2 marca   | 1993 | Montecampione | Supergigant | 1:38,79    | +0,19  | Massimiliano Iezza |
| 2.      | 4 marca   | 1993 | Montecampione | Zjazd       | 1:28,27    | +0,26  | Gaëtan Llorach     |
| 1.      | 5 marca   | 1993 | Montecampione | Gigant      | 2:06,45    | -      | -                  |
| 28.     | 6 marca   | 1993 | Montecampione | Slalom      | 2:06,45    | +4,97  | Chip Knight        |
| 3.      | 7 marca   | 1993 | Montecampione | Kombinacja  | ?          | ?      | Gaëtan Llorach     |

### Puchar Świata

#### Miejsca w klasyfikacji generalnej
- sezon 1994/1995: 22.
- sezon 1995/1996: 32.
- sezon 1996/1997: 3.
- sezon 1997/1998: 7.
- sezon 1998/1999: 19.
- sezon 1999/2000: 3.
- sezon 2000/2001: 8.
- sezon 2001/2002: 27.
- sezon 2002/2003: 22.
- sezon 2003/2004: 85.

#### Miejsca na podium
1. Val d’Isère – 16 grudnia 1994 (zjazd) – 1. miejsce
2. Val d’Isère – 17 grudnia 1994 (zjazd) – 3. miejsce
3. Park City – 25 listopada 1996 (gigant) – 1. miejsce
4. Val Gardena – 21 grudnia 1996 (zjazd) – 3. miejsce
5. Laax – 29 stycznia 1997 (supergigant) – 2. miejsce
6. Kvitfjell – 2 marca 1997 (supergigant) – 1. miejsce
7. Vail – 13 marca 1997 (supergigant) – 2. miejsce
8. Tignes – 24 października 1997 (slalom równoległy) – 1. miejsce
9. Kitzbühel – 24 stycznia 1998 (zjazd) – 3. miejsce
10. Kvitfjell – 7 marca 1998 (zjazd) – 3. miejsce
11. Crans-Montana – 13 marca 1998 (zjazd) – 1. miejsce
12. Sierra Nevada – 11 marca 1999 (supergigant) – 3. miejsce
13. Lake Louise – 5 grudnia 1999 (supergigant) – 3. miejsce
14. Val Gardena – 17 grudnia 1999 (zjazd) – 2. miejsce
15. Wengen – 15 stycznia 2000 (zjazd) – 1. miejsce
16. St. Anton – 12 lutego 2000 (supergigant) – 1. miejsce
17. Kitzbühel – 19 stycznia 2001 (supergigant) – 2. miejsce
18. Bormio – 29 grudnia 2001 (zjazd) – 2. miejsce
19. Wengen – 12 stycznia 2002 (zjazd) – 3. miejsce
20. Lake Louise – 1 grudnia 2002 (supergigant) – 2. miejsce
21. Val Gardena – 21 grudnia 2002 (zjazd) – 3. miejsce